# PIERROT (GENERATIONS from EXILE TRIBEの曲)
「PIERROT」（ピエロ）は、2016年11月16日にrhythm zoneから発売のGENERATIONS from EXILE TRIBEの13枚目のシングル楽曲。

## 概要
- 前作「涙」から約5ヶ月ぶりのリリースで、2016年第3弾シングル。
- 「CD+DVD」と「CD」の2形態での発売となる。

## 収録曲

### CD
1. PIERROT [4:26]
作詞：小竹正人、作曲：Chris Meyer・Kevin Charge
  - テレビ朝日系『お願い!ランキング』2016年11月度エンディングテーマ
  - ブルボン「フェットチーネグミ」CMソング
  - ニンテンドー3DSソフト「ポケットモンスター サン・ムーン」CMソング
2. SOUND OF LOVE [3:55]
作詞：和田昌哉、作曲：Mats Lie Skare・Chris Hope・SHIKATA
3. PIERROT (Instrumental)
4. SOUND OF LOVE (Instrumental)
【Special Bonus Track】
5. 涙 (English Version) [4:43]
作詞：小竹正人、英語詞：岡田マリア、作曲：春川仁志

### DVD
1. 「PIERROT」MUSIC VIDEO